# Čvorci
Čvorci (lat. Sturnidae) su porodica ptica iz reda Vrapčarki (lat. Passeriformes). 

## Pjev
Kreštav, oponaša glasanje drugih ptica.

## Rodovi
- Acridotheres
- Ampeliceps
- Aplonis
- Basilornis
- Buphagus
- Cinnyricinclus
- Creatophora
- Enodes
- Fregilupus
- Gracula
- Grafisia
- Lamprotornis
- Leucopsar
- Mino
- Neocichla
- Onychognathus
- Pholia
- Poeoptera
- Sarcops
- Saroglossa
- Scissirostrum
- Speculipastor
- Spreo
- Streptocitta
- Sturnus

## Vanjske poveznice
- (engl.) Starling videos  Arhivirana inačica izvorne stranice od 2. siječnja 2008. (Wayback Machine), Internet Bird Collection
- (engl.) RSPB starling page, Royal Society for the Protection of Birds